# Marianne Frostig
Marianne Frostig (* 31. März 1906 in Wien; † 21. Juni 1985 in Fulda) arbeitete als Sozialarbeiterin, Lehrerin und Psychologin. 
Bekannt wurde sie durch ihre ganzheitliche, kindorientierte, pädagogisch-therapeutische Förderung vor allem teilleistungsgestörter, lerngestörter, emotional und sozial benachteiligter Kinder. Marianne Frostig verknüpfte in ihrer Arbeit Elemente der Pädagogik, Psychologie, Neurologie, Neuropsychologie und Soziologie. Sie war Gründerin und Direktorin des Marianne-Frostig-Zentrums für Heilpädagogik in Los Angeles (Marianne Frostig Center of Educational Therapy). Das heutige Frostig-Center befindet sich in Pasadena, Kalifornien.
In ihrem Ansatz legte sie großes Gewicht auf:
- diagnostische Beobachtung und Beurteilung der Stärken und Schwierigkeiten eines Kindes
- Individualisierung
- Motivation
- vielfältige Methodik
- systematisches Vorgehen

Bekannt wurde der 1972 in Deutschland veröffentlichte und nach ihr benannte „Frostigs Entwicklungstest der visuellen Wahrnehmung“ (FEW), den sie als „Developmental Test of visual Perception“ (DTVP) 1958 bis 1961 mit Kollegen entwickelte. 
Damit wurde eine diagnostische Differenzierung visueller Wahrnehmung möglich (visuo-motorische Koordination, Figur-Grund-Wahrnehmung, Wahrnehmungskonstanz, Wahrnehmung der Raumlage und räumlicher Beziehungen).
Neben vielen anderen Publikationen hat sie die Bewegungserziehung. Neue Wege der Heilpädagogik entwickelt und veröffentlicht.
Frostigs „Educational Therapy“ wird in Deutschland von der Internationalen Frostig-Gesellschaft weiterentwickelt.